# John Rylands Library

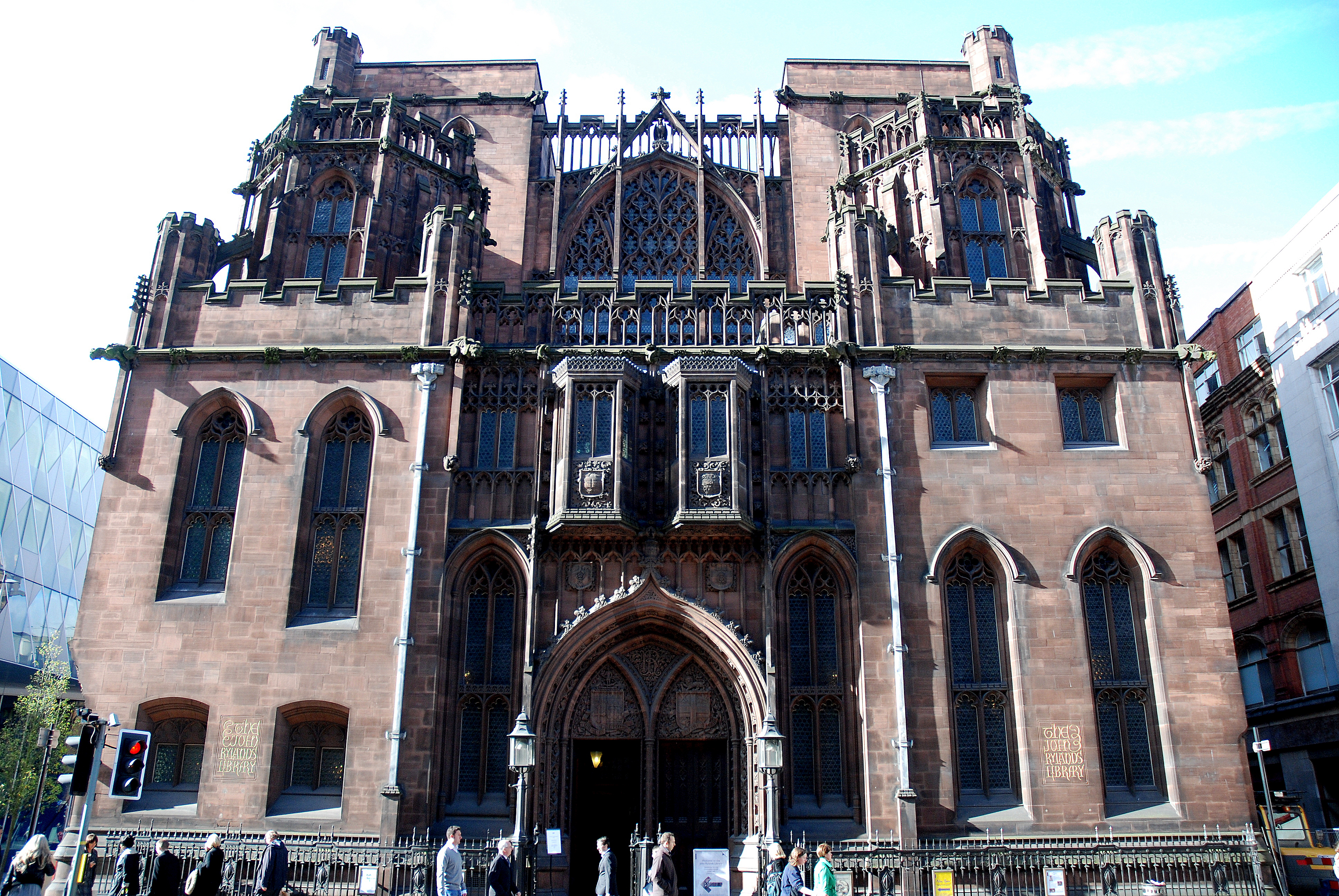
John Rylands Library

De John Rylands Library is een bibliotheek langs Deansgate, een straat in het hart van de Engelse stad Manchester. Het is een neogotisch gebouw waarvan de naam verwijst naar John Rylands,
een Engels ondernemer en filantroop uit de 19e eeuw. De bibliotheek maakt onderdeel uit van de Universiteit van Manchester.
Enriqueta Rylands kocht in 1889 deze plek grond aan. Ze liet het gebouw optrekken door architect Basil Champneys om haar intussen overleden echtgenoot te herdenken, naar het concept van een bibliotheek van de universiteit van Oxford hoewel velen hierin eerder een kerkgebouw zien. Het hart van de collectie werd gevormd door 40 000 boeken waaronder unieke specimen, verzameld door George Spencer graaf Spencer (1758-1834), die Enriqueta Rylands in 1892 aankocht. De bibliotheek werd op 1 januari 1900 geopend.

## De collectie
De bibliotheek herbergt een van de grootste verzamelingen van boeken, archieven en manuscripten van het land waaronder de papyrus 52, algemeen aanvaard als het oudste nog bestaande gedeelte van het Nieuwe Testament. Verder zijn er manuscripten van zowel de Oosterse als Westerse traditie te zien. Er zijn werken van William Caxton bewaard, algemeen erkend als Engelands eerste drukker. Een overzicht van vijfduizend jaar menselijke inspanning wordt getoond via collecties van zowel kleitabletten als dvd's.

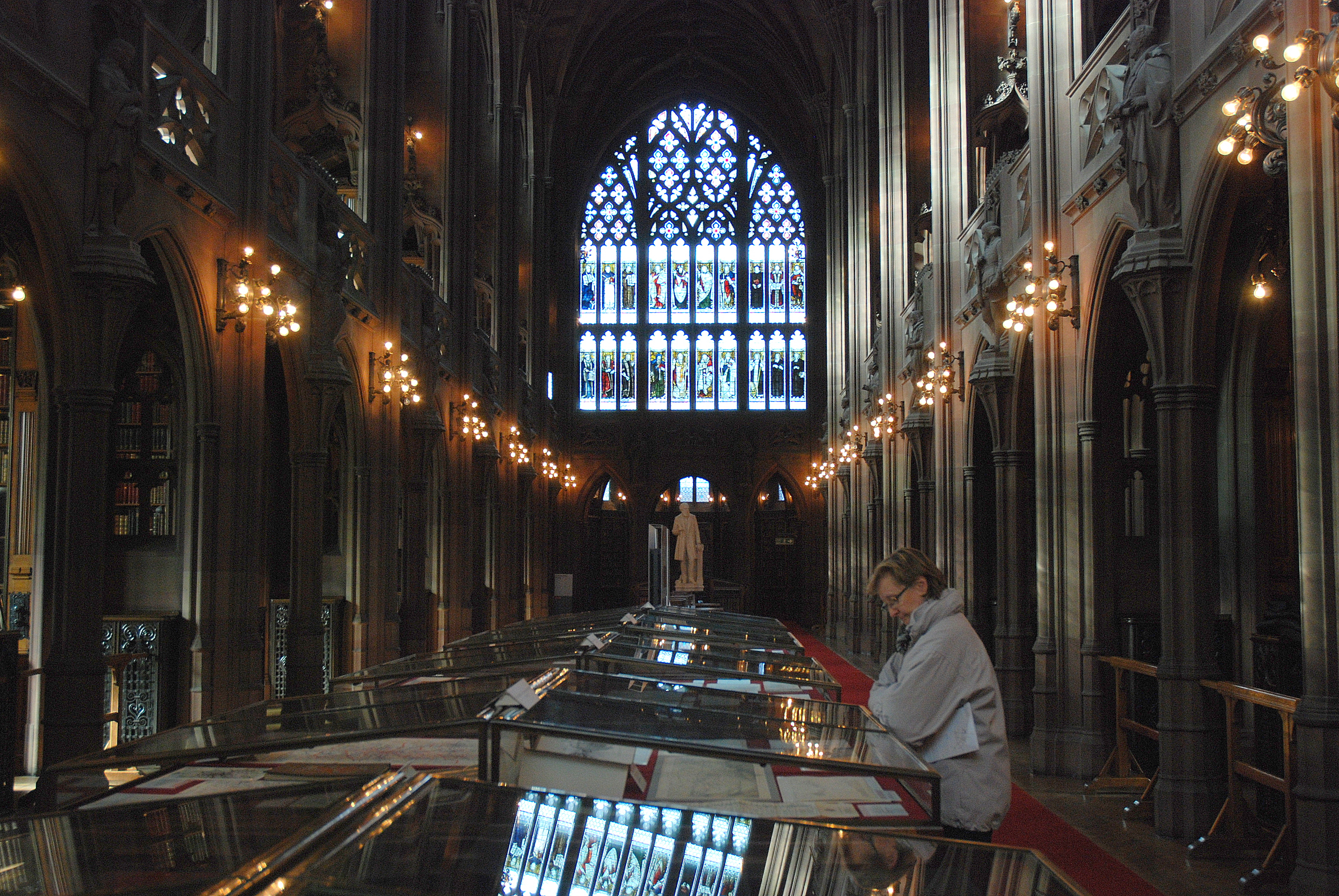
De leeszaal
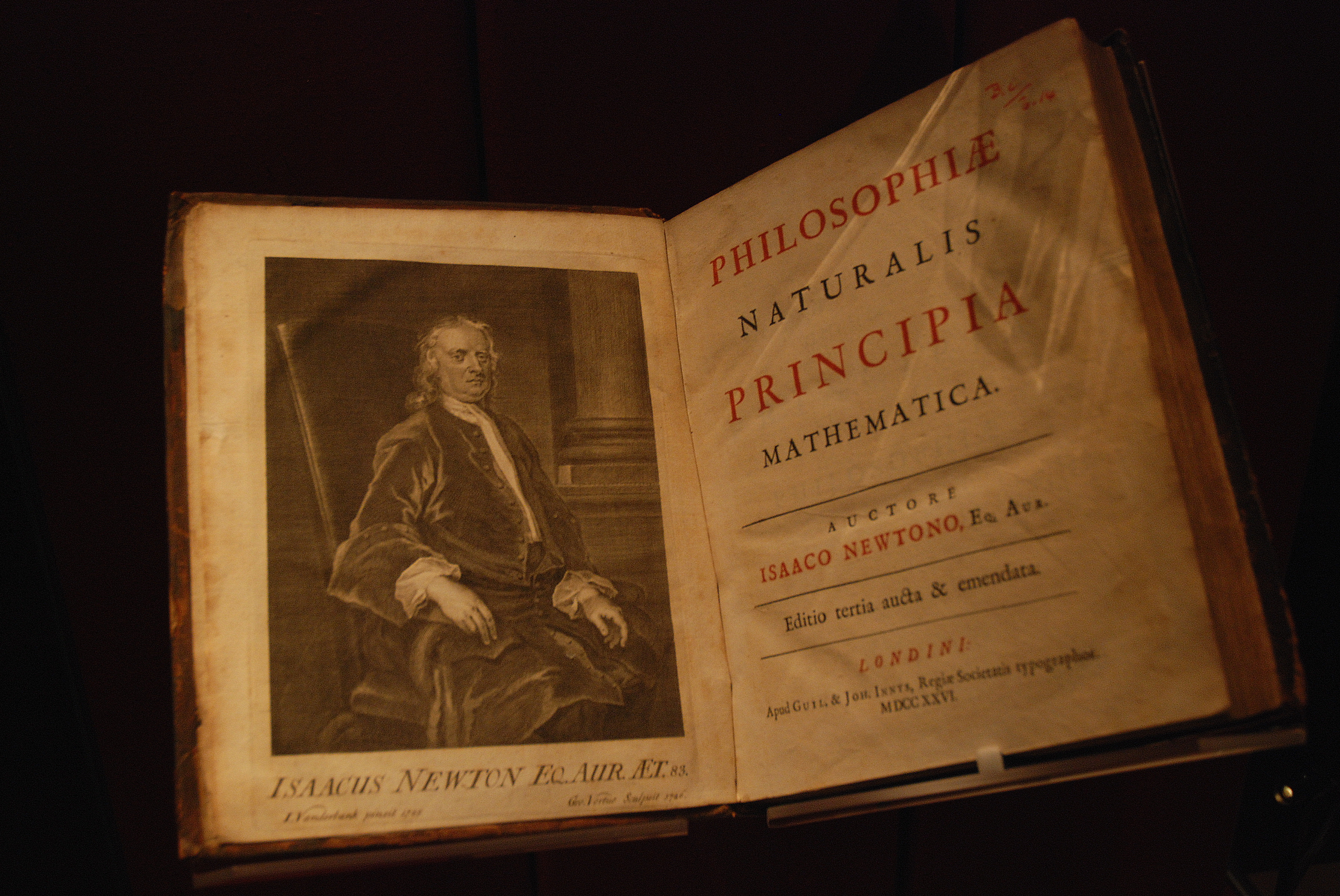
De uitgave uit 1726 van de Philosophiae Naturalis Principia Mathematica van Isaac Newton in de bibliotheek
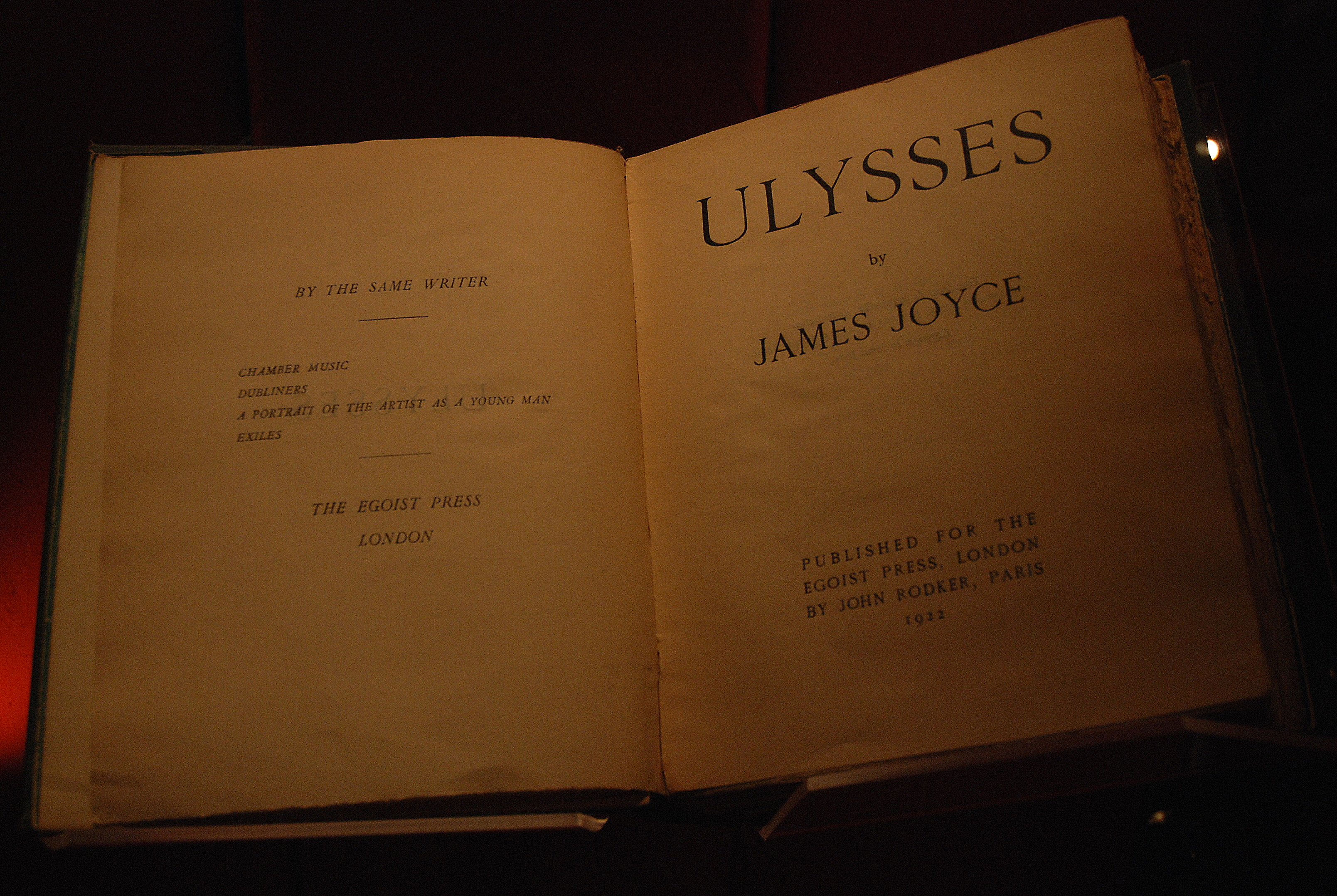
"Ulysses" van James Joyce in de bibliotheek